# L Centauri
Ne doit pas être confondu avec i Centauri, ni avec λ (Lambda) Centauri.
Désignations
l Centauri (en abrégé l Cen), également désignée HD 110073 ou HR 4817, est une étoile binaire de la constellation australe du Centaure. Elle est visible à l'œil nu avec une magnitude apparente combinée de 4,64. D'après la mesure de sa parallaxe annuelle par le satellite Hipparcos, le système est situé à environ ∼ 365 a.l. (∼ 112 pc) de la Terre. Il s'éloigne du Système solaire à une vitesse radiale de +15 km/s et il appartient au courant des Pléiades.
l Centauri est une binaire spectroscopique à raies simples. En date de 2011, la paire avait une séparation projetée linéaire de 130,8 ± 12,1 ua. Sa composante primaire est une étoile à mercure et manganèse de type spectral B8II/III. Ces étoiles sont souvent pauvres en hélium, mais c'est l'un des membres les plus normaux de ce groupe en terme d'abondance en hélium. Elle est quatre fois plus massive que le Soleil et son rayon est 3,7 fois plus grand que le rayon solaire. Elle est 385 fois plus lumineuse que le Soleil et sa température de surface est de 12 900 K.
Le système est une source connue de rayons X, qui sont probablement émis par le compagnon de plus faible masse ; il pourrait même être une étoile de la pré-séquence principale.